# بلاذر صغير الأوراق
بلاذر صغير الأوراق (الاسم العلمي: Anacardium parvifolium) هو نوع من النباتات يتبع جنس البلاذر من فصيلة البلاذرية.